# Інтравагінальне введення

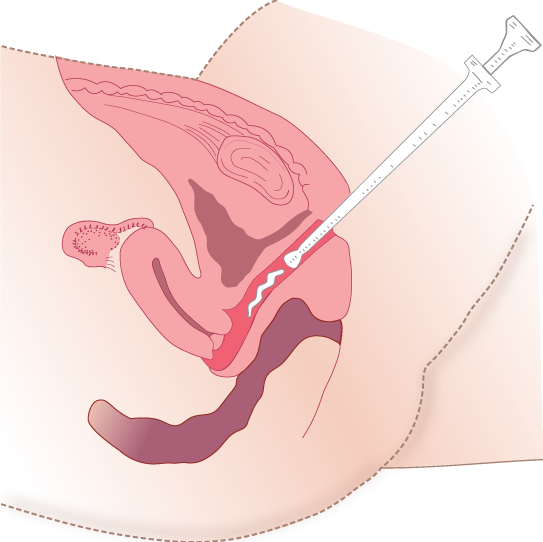
Нанесення вагінального крему за допомогою аплікатора.

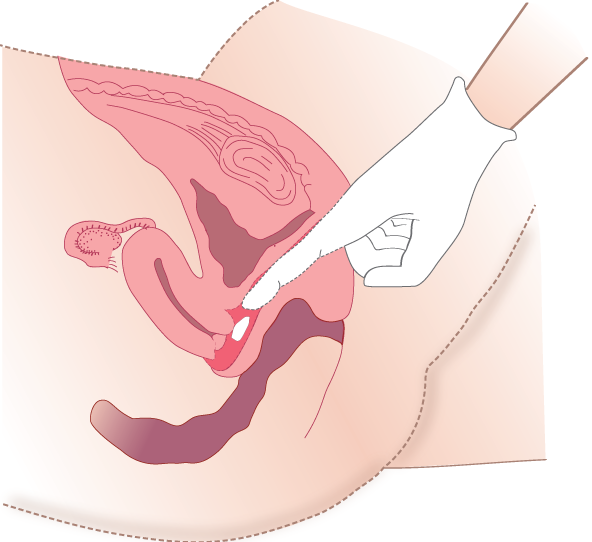
Введення вагінальної таблетки без аплікатора.

Інтравагінальне введення — це шлях введення, при якому речовина вводиться всередину піхви. Фармакологічно він має потенційну перевагу в тому, що він спричиняє ефекти переважно у піхві або сусідніх структурах (таких як вагінальна частина шийки матки) з обмеженими системними побічними ефектами порівняно з іншими способами введення.
Форми включають вагінальні таблетки, вагінальний крем, вагінальний гель,  вагінальні супозиторії та вагінальне кільце.
Він використовується як метод введення для вирішення питань, пов'язаних зі здоров'ям жінок, наприклад, контрацепції. Ліки, які загалом вводять інтравагінально, містять вагінальні естрогени та прогестагени (група гормонів, включно з прогестероном), а також антибактеріальні та протигрибкові засоби для лікування бактеріального вагінозу та дріжджових інфекцій відповідно.
Ліки також можна вводити інтравагінально як альтернативу пероральному шляху у разі нудоти або інших проблем з травленням.
Це потенційний спосіб штучного запліднення (відомий як інтравагінальне запліднення або ІВЗап, IVI), який іноді використовується вдома без присутності професіонала.